# Xã Westbrook, Quận Cottonwood, Minnesota
Xã Westbrook (tiếng Anh: Westbrook Township) là một xã thuộc quận Cottonwood, tiểu bang Minnesota, Hoa Kỳ. Năm 2010, dân số của xã này là 216 người.